# Protonycteris
Protonycteris — примітивний рід кажанів родини Archaeonycteridae з єдиним видом, Protonycteris gunnelli, знайденим у шахті Вастан (Іпрський) в Індії.